# Hlewin (gmina)
Hlewin (1919 alt. Hlewiń) – dawna gmina wiejska funkcjonująca pod zwierzchnictwem polskim w latach 1919–1920 na obszarze tzw. administracyjnego okręgu mińskiego. Siedzibą władz gminy był Hlewin.
Początkowo gmina należała do powiatu borysowskiego w guberni mińskiej. 15 września 1919 roku gmina wraz z zachodnią częścią powiatu borysowskiego weszła w skład administrowanego przez Zarząd Cywilny Ziem Wschodnich okręgu mińskiego.
Po wytyczeniu granicy wschodniej gmina znalazła się poza terytorium II Rzeczypospolitej.